# Енріке Орісаола
Енріке Орісаола (ісп. Enrique Orizaola, 26 березня 1922, Сантандер — 10 червня 2013, Сантандер) — іспанський футболіст, що грав на позиції півзахисника. По завершенні ігрової кар'єри — тренер.

## Ігрова кар'єра
У дорослому футболі дебютував 1941 року виступами за команду клубу «Расінг», кольори якої захищав протягом 1941—1948 роках, зігравши загалом 126 ігор і забив п'ятнадцять голів. Всього в команді з Сантандеру провів сім сезонів: п'ять у другому дивізіоні та два в третьому (1943/44 і 1947/1948).
1948 року перейшов в інший клуб з Кантабрії — «Хімнастіка» (Торрелавега). Перший сезон 1948/49 грав у третьому дивізіоні, а після чого у другому дивізіоні грав у сезонах 1949/50 і 1950/51.

## Кар'єра тренера
Перші дві команди, які очолював Орісаола, були його колишніми клубами — спочатку він попрацював з «Хімнастікою» (Торрелавега), а потім у 1956–1958 роках тренував «Расінг». У перший сезон команда посіла восьме місце в турнірній таблиці другого дивізіону, проте, в наступному сезоні 1957/58 команда йшла на вершині значну частину сезону, але продаж у «Севилью» двох стовпів команди (Мануель Гомес Мартін та Сантін) призвели до зниження результатів команди і відставки Орісаоли 8 травня 1958 року.
Після цього Енріке очолив «Реал Хаен», що нещодавно спустився до другого дивізону, але ще до закінчення сезону перейшов у «Реал Мурсія», також команду Другого дивізіону, в обмін на грошову суму. З нею він закінчив сезон четвертим і залишився в команді в наступному сезоні.
Після закінчення останнього сезону 1959/60 Орісаола прийняв запрошення приєднатись до «Барселони», увійшовши в тренерський штаб Любиши Брочича. Через незадовільні результати незабаром Брочича було звільнено і Орісаола 12 січня 1961 року став головним тренером каталонського гранда. З Орісаолою команда вийшла у фінал Кубка Європейських Чемпіонів, який був зіграний в тому ж році в Берні, Швейцарія. Після поразки у фіналі від «Бенфіки» з рахунком 3:2, в команді почалося повторне будівництво. Були прийняті неординарні рішення, наприклад, дозволили піти Ладиславу Кубалі, були підписані нові гравці, такі як Песудо, Переду, Семінаріо та ін.
В лютому 1962 року він був призначений тренером юнацької іспанської збірної для участь в юнацькому чемпіонаті Європи в квітні того року в Румунії, в якій Іспанія зайняла останнє місце в групі не здобувши жодної перемоги, після чого покинув збірну. Причиною цього стало те, що збірна Іспанії була останньою, яка прибула до Румунії і приїхала до Констанци лише за декілька годин до початку протистояння (20 квітня) проти Франції і лише провівши одне тренування на румунській території.
У червні 1962 року прийняв пропозицію попрацювати у клубі «Осасуна». Під його керівництвом клуб з Памплони зайняв передостаннє місце у Ла Лізі сезону 1962/63 і вилетіла до Сегунди, однак сам Орісаола залишився у вищому дивізіоні і у наступному сезоні очолив клуб «Реал Ов'єдо». Був звільнений в січні наступного року після поразки від «Еспаньйола».
24 червня 1964 року став головним тренером «Леванте», з яким у сезоні 1964/65 здобув рекордні 8 перемог, проте команда все одно вилетіла у Сегунду, після чого покинув клуб.
По ходу сезону 1965/66 очолив «Депортіво», з яким у тому ж році вийшов до Прімери, після чого продовжив контракт і продовжив працювати з Галасійцями, однак після провального старту нового сезону, 6 лютого 1967 року пішов з поста тренера.
19 жовтня 1967 року став головним тренером клубу «Реал Вальядолід», який грав у другому дивізіоні. Клуб до останнього боровся за вихід в еліту, але поступився у плей-оф проти «Реала Сосьєдад». Після цього Орісаола покинув клуб, однак наприкінці жовтня того ж 1968 року після швидкого звільнення Антоніо Барріоса Орісаола повернувся на посаду, пропрацювавши ще рік.
На початку грудня 1969 року Орісаола став тренувати «Саламанку» ставши, таким чином, третім тренером клубу в тому сезоні після Казіміро Бенавенте та Хосе Бермудеса Родрігеса. В сезоні 1969/70 команда зайняла 19-е місце і вилетіла в Третій дивізіон. Незважаючи на це зниження Енріке продовжив роботу в клубі і покинув його лише в жовтні 1970 року.
18 лютого 1971 року був прийнятий на роботу як тренер клубу Сегунди «Райо Вальєкано», де пропрацював до кінця сезону 1971/72, після чого очолив «Сабадель», що саме вилетів з Прімери з завданнями відразу повернути команду в еліту. Але через погану роботу був звільнений 16 січня 1973 року.
У січні 1974 року він вдруге очолив «Депортіво», ставши третім тренером команди в тому сезоні після Фернандо Рієри та Карлоса Торреса Бараллобре. Три місяці по тому у квітні він був звільнений, після того як за останні п'ятнадцять ігор здобув лише десять очок.
У тому ж році, наприкінці вересня, став головним тренером «Хереса» в третьому дивізіоні, але був звільнений на початку червня 1975 року, після чого підписав угоду з іншим андалузьким клубом третього дивізіону «Атлетіко Марбелья».
В сезоні 1976/77 тренував «Мелілью» у Терсері, а в 1977-78 працював з «Альбасете», з яким він зайняв друге місце в своїй групі Терсери, після чого до 1981 року очолював клуб «Кальво Сотело» у Сегунді Б.
У сезоні 1981/82 тренував «Бадахос» з Сегунди Б і був звільнений на початку квітня 1982 року після відставки президента клубу Карлоса Уріарте.
Після закінчення тренерської кар'єри Орісаола повернувся в «Барселону» 1982 року як технічний партнер, відповідальний за проведення звітів з конкуруючих команд у штабах Менотті, Венейблза, Арагонеса і Кройффа, але після одного сезону з Кройффом Орісаола покинув каталонський гранд і наприкінці липня 1989 року підписав контракт з «Сарагосою» як менеджер клубу з контрактом на два роки. У 1993 році він був призначений спортивним директором в «Альбасете», де працював до вересня 1994 року, коли був звільнений після відставки Луїса Суареса.
Помер 10 червня 2013 року на 92-му році життя у місті Сантандер.